# Achter Col
 (mai 2025).
Si vous disposez d'ouvrages ou d'articles de référence ou si vous connaissez des sites web de qualité traitant du thème abordé ici, merci de compléter l'article en donnant les références utiles à sa vérifiabilité et en les liant à la section « Notes et références ».
Achter Kol (ou Achter Col) est le nom donné par les premiers explorateurs européens de la Nouvelle-Néerlande pour qualifier la région entre Newark Bay et la Hackensack River dans le nord-est du New Jersey, administrée par la Dutch West India Company. À l'origine, les terres sont occupées par les tribus Hackensack et Raritan du groupe des Lenapes.